# Aion Bank
Aion Bank NV/SA – bank komercyjny z siedzibą w Belgii, m.in. działający w Polsce na podstawie licencji wydanej przez belgijski nadzór finansowy, znajdujący się pod zwierzchnictwem Narodowego Banku Belgii (NBB). Jest wspierany przez globalny fundusz private equity Warburg Pincus z centralą w Nowym Jorku. Obecnie jego oferta skierowana jest do klientów indywidualnych.
Aion Bank wykorzystuje technologię z zakresu fintech, opartą na nowoczesnych chmurowych rozwiązaniach IT dostarczanych przez firmę Vodeno z siedzibą w Warszawie. Od innych banków funkcjonujących w Polsce wyróżnia się subskrypcyjnym modelem rozliczania, w którym poprzez stałą, miesięczną opłatę użytkownik uzyskuje dostęp do określonego zakresu oferowanych funkcji (m.in.: rachunki i karty debetowe, wypłaty z bankomatów na całym świecie, wymiana walut po kursie międzybankowym, konta oszczędnościowe oraz asset management). Z usług tych można korzystać wyłącznie poprzez aplikację mobilną (na systemy Android i iOS) lub przeglądarkę internetową. W skład Komitetu Wykonawczego Aion Bank S.A. wchodzą: Wojciech Sass, Niels Lundorff oraz Tom Boedst.

## Historia
Aion Bank wywodzi się z założonego w 1472 roku we Włoszech Banca Monte dei Paschi di Siena. W Belgii rozpoczął swoją działalność w 1947 roku jako filia – również pod nazwą Banca Monte Paschi Belgio. W październiku 2018 r. belgijska spółka zależna Banca Monte Paschi Di Sienna została sprzedana amerykańskiemu funduszowi inwestycyjnemu Warburg Pincus. W 2019 r. na nadzwyczajnym walnym zgromadzeniu akcjonariusze zatwierdzili zmianę nazwy na Aion. Wówczas liderem banku został Wojciech Sobieraj – twórca i wieloletni prezes działającego od 2008 roku Alior Banku. Bank nawiązał współpracę technologiczną z Mastercard i został certyfikowanym członkiem programu Mastercard Fintech Express.

## Działalność w Polsce
Aion Bank działa w Polsce jako oddział instytucji kredytowej od 2020, a akwizycję klientów rozpoczął w 2021. Dyrektorem polskiego oddziału został Karol Sadaj. Bank zaoferował produkty depozytowe, rachunki bankowe, karty debetowe, produkty inwestycyjne (portfele ETF) i kredyty. Po ok. 6 miesiącach działalności bank wycofał z oferty produkty kredytowe i ubezpieczeniowe. Wycofał się także z oferty dla klientów instytucjonalnych.
W 2022 wprowadził opłaty dla wszystkich planów taryfowych.

## Nagrody i wyróżnienia
- 2020 – wyróżnienie Digital Excellence Awards 2020 w kategorii Digital Strategic Perspective za przeprowadzenie kompleksowej transformacji banku poprzez wymianę technologicznego podwozia przy zachowaniu ciągłości operacyjnej i wprowadzenie na rynek nowatorskiego modelu subskrypcyjnego w bankowości[19].